# Sonate pour alto et piano no 1 de Milhaud
Pour les articles homonymes, voir Sonate pour alto et piano.
La Sonate pour alto et piano no 1, op. 240, est une œuvre de musique de chambre de Darius Milhaud composée en 1944.

## Présentation
Commande de l'altiste (du Quatuor Pro Arte) Germain Prévost, la Sonate pour alto et piano no 1 est composée à Mills College en mars 1944,.
Dédiée à Prévost, l'œuvre est créée par le dédicataire à l'alto et Gunnar Johansen au piano en avril 1944 à l'Université du Wisconsin à Madison,.
La partition est composée « sur des thèmes inédits et anonymes du XVIIIe siècle »,. En cela, son caractère est à rapprocher de la Suite italienne d'Igor Stravinsky,.

## Structure
La Sonate, d'une durée moyenne d'exécution de treize minutes environ,, est constituée de quatre mouvements :
1. Entrée ;
2. Française ;
3. Air ;
4. Final.

La partition est publiée par Heugel,. Dans le catalogue des œuvres de Darius Milhaud, la Sonate pour alto et piano no 1 porte le numéro d'opus 240,.

## Discographie sélective
- Milhaud: Chamber Music with Viola, Paul Cortese (alto) et Michel Wagemans (piano), ASV Records (en) CD DCA1039, 1998[6].
- Milhaud: Complete Violin Sonatas; Complete Viola Sonatas, Gran Duo Italiano (Mauro Tortorelli, violon et alto, Angela Meluso, piano), Brilliant Classics 95232, 2016.